# Final de campeones de la Primera División RFEF 2021-22
La final de campeones de la Primera División RFEF 2021-22 fue el partido que decidió el campeón absoluto o supercampeón de esta competición, que supuso la 1.ª edición de su historia. El encuentro se disputó el 3 de junio de 2022 en el Estadio de A Malata de Ferrol entre los campeones de los Grupos I y II.

## Finalistas
| Equipos             | Finales jugadas anteriormente | Finales jugadas anteriormente |
| ------------------- | ----------------------------- | ----------------------------- |
| Racing de Santander | Ninguna                       | Ninguna                       |
| F. C. Andorra       | Ninguna                       | Ninguna                       |

## Sede del partido
El partido se jugó en el Estadio de A Malata, en Ferrol, España.
| España                                                 |                       |
| Ciudad                                                 | Estadio               |
| Ferrol                                                 | Municipal de A Malata |
|                                                        |                       |
| 11 922 espectadores                                    |                       |
| Final de Campeones de la Primera División RFEF 2021-22 |                       |

## Partido
| 13    | Guardameta     | Miquel Parera            |     |
| 17    | Defensa        | Unai Medina              |     |
| 5     | Defensa        | Pablo Bobadilla          |     |
| 4     | Defensa        | Pol Moreno               |     |
| 16    | Defensa        | Javi Vázquez             |     |
| 6     | Centrocampista | Íñigo Sainz-Maza         |     |
| 8     | Centrocampista | Fausto Tienza            | 88' |
| 12    | Centrocampista | Patrick Soko             |     |
| 10    | Centrocampista | Pablo Torre              | 75' |
| 22    | Centrocampista | Arturo Molina            | 88' |
| 9     | Delantero      | Cedric Omoigui           | 82' |
| D. T. | D. T.          | Guillermo Fernández Romo |     |

| 1     | Guardameta     | Nico Ratti      |     |
| 15    | Defensa        | Daniel Morer    |     |
| 26    | Defensa        | Álex Pastor     |     |
| 18    | Defensa        | Diego González  | 81' |
| 20    | Defensa        | Martí Vilà      |     |
| 2     | Centrocampista | Adrià Altimira  | 61' |
| 6     | Centrocampista | Marc Aguado     |     |
| 14    | Centrocampista | Sergio Molina   | 61' |
| 7     | Centrocampista | Héctor Hevel    | 82' |
| 11    | Delantero      | Marc Fernández  | 81' |
| 10    | Delantero      | Carlos Martínez |     |
| D. T. | D. T.          | Eder Sarabia    |     |

| 11 | Centrocampista | Marco Camus     | 75' |
| 23 | Delantero      | Manu Justo      | 82' |
| 14 | Centrocampista | Borja Domínguez | 88' |
| 20 | Centrocampista | Sergio Marcos   | 88' |

| 21 | Centrocampista | Rubén Bover   | 61' |
| 22 | Centrocampista | Iván Gil      | 61' |
| 17 | Centrocampista | David Martín  | 81' |
| 9  | Delantero      | Rubén Enri    | 81' |
| 23 | Defensa        | Eudald Vergés | 82' |

| 23' · 62' · 86' | Cedric Omoigui Patrick Soko | 1:0 2:0 3:0 |

| 35' · 53' · 87' | Fausto Tienza Pablo Torre Patrick Soko |

| 21' · 42' · 45' · 51' · 58' | Héctor Hevel Marc Fernández Sergio Molina Eder Sarabia Álex Pastor |

| Principal  | Pedro Eugenio Muñoz Piedra |
| Asistentes | Gonzalo López De La Llave  |
|            | Brais García Valin         |
| Cuarto     | Antonio Alberola Rojas     |

|  |                    |    |    |
|  | Tiros              | 0  | 0  |
|  | Tiros a puerta     | 0  | 0  |
|  | Faltas             | 0  | 0  |
|  | Saques de esquina  | 0  | 0  |
|  | Fueras de juego    | 0  | 0  |
|  | Posesión del balón | 0% | 0% |

| 13    | Guardameta     | Miquel Parera            |     |
| 17    | Defensa        | Unai Medina              |     |
| 5     | Defensa        | Pablo Bobadilla          |     |
| 4     | Defensa        | Pol Moreno               |     |
| 16    | Defensa        | Javi Vázquez             |     |
| 6     | Centrocampista | Íñigo Sainz-Maza         |     |
| 8     | Centrocampista | Fausto Tienza            | 88' |
| 12    | Centrocampista | Patrick Soko             |     |
| 10    | Centrocampista | Pablo Torre              | 75' |
| 22    | Centrocampista | Arturo Molina            | 88' |
| 9     | Delantero      | Cedric Omoigui           | 82' |
| D. T. | D. T.          | Guillermo Fernández Romo |     |

| 1     | Guardameta     | Nico Ratti      |     |
| 15    | Defensa        | Daniel Morer    |     |
| 26    | Defensa        | Álex Pastor     |     |
| 18    | Defensa        | Diego González  | 81' |
| 20    | Defensa        | Martí Vilà      |     |
| 2     | Centrocampista | Adrià Altimira  | 61' |
| 6     | Centrocampista | Marc Aguado     |     |
| 14    | Centrocampista | Sergio Molina   | 61' |
| 7     | Centrocampista | Héctor Hevel    | 82' |
| 11    | Delantero      | Marc Fernández  | 81' |
| 10    | Delantero      | Carlos Martínez |     |
| D. T. | D. T.          | Eder Sarabia    |     |

| 11 | Centrocampista | Marco Camus     | 75' |
| 23 | Delantero      | Manu Justo      | 82' |
| 14 | Centrocampista | Borja Domínguez | 88' |
| 20 | Centrocampista | Sergio Marcos   | 88' |

| 21 | Centrocampista | Rubén Bover   | 61' |
| 22 | Centrocampista | Iván Gil      | 61' |
| 17 | Centrocampista | David Martín  | 81' |
| 9  | Delantero      | Rubén Enri    | 81' |
| 23 | Defensa        | Eudald Vergés | 82' |

| 23' · 62' · 86' | Cedric Omoigui Patrick Soko | 1:0 2:0 3:0 |

| 35' · 53' · 87' | Fausto Tienza Pablo Torre Patrick Soko |

| 21' · 42' · 45' · 51' · 58' | Héctor Hevel Marc Fernández Sergio Molina Eder Sarabia Álex Pastor |

| Principal  | Pedro Eugenio Muñoz Piedra |
| Asistentes | Gonzalo López De La Llave  |
|            | Brais García Valin         |
| Cuarto     | Antonio Alberola Rojas     |

|  |                    |    |    |
|  | Tiros              | 0  | 0  |
|  | Tiros a puerta     | 0  | 0  |
|  | Faltas             | 0  | 0  |
|  | Saques de esquina  | 0  | 0  |
|  | Fueras de juego    | 0  | 0  |
|  | Posesión del balón | 0% | 0% |

| 13    | Guardameta     | Miquel Parera            |     |
| 17    | Defensa        | Unai Medina              |     |
| 5     | Defensa        | Pablo Bobadilla          |     |
| 4     | Defensa        | Pol Moreno               |     |
| 16    | Defensa        | Javi Vázquez             |     |
| 6     | Centrocampista | Íñigo Sainz-Maza         |     |
| 8     | Centrocampista | Fausto Tienza            | 88' |
| 12    | Centrocampista | Patrick Soko             |     |
| 10    | Centrocampista | Pablo Torre              | 75' |
| 22    | Centrocampista | Arturo Molina            | 88' |
| 9     | Delantero      | Cedric Omoigui           | 82' |
| D. T. | D. T.          | Guillermo Fernández Romo |     |

| 1     | Guardameta     | Nico Ratti      |     |
| 15    | Defensa        | Daniel Morer    |     |
| 26    | Defensa        | Álex Pastor     |     |
| 18    | Defensa        | Diego González  | 81' |
| 20    | Defensa        | Martí Vilà      |     |
| 2     | Centrocampista | Adrià Altimira  | 61' |
| 6     | Centrocampista | Marc Aguado     |     |
| 14    | Centrocampista | Sergio Molina   | 61' |
| 7     | Centrocampista | Héctor Hevel    | 82' |
| 11    | Delantero      | Marc Fernández  | 81' |
| 10    | Delantero      | Carlos Martínez |     |
| D. T. | D. T.          | Eder Sarabia    |     |

| 11 | Centrocampista | Marco Camus     | 75' |
| 23 | Delantero      | Manu Justo      | 82' |
| 14 | Centrocampista | Borja Domínguez | 88' |
| 20 | Centrocampista | Sergio Marcos   | 88' |

| 21 | Centrocampista | Rubén Bover   | 61' |
| 22 | Centrocampista | Iván Gil      | 61' |
| 17 | Centrocampista | David Martín  | 81' |
| 9  | Delantero      | Rubén Enri    | 81' |
| 23 | Defensa        | Eudald Vergés | 82' |

| 23' · 62' · 86' | Cedric Omoigui Patrick Soko | 1:0 2:0 3:0 |

| 35' · 53' · 87' | Fausto Tienza Pablo Torre Patrick Soko |

| 21' · 42' · 45' · 51' · 58' | Héctor Hevel Marc Fernández Sergio Molina Eder Sarabia Álex Pastor |

| Principal  | Pedro Eugenio Muñoz Piedra |
| Asistentes | Gonzalo López De La Llave  |
|            | Brais García Valin         |
| Cuarto     | Antonio Alberola Rojas     |

|  |                    |    |    |
|  | Tiros              | 0  | 0  |
|  | Tiros a puerta     | 0  | 0  |
|  | Faltas             | 0  | 0  |
|  | Saques de esquina  | 0  | 0  |
|  | Fueras de juego    | 0  | 0  |
|  | Posesión del balón | 0% | 0% |

| 13    | Guardameta     | Miquel Parera            |     |
| 17    | Defensa        | Unai Medina              |     |
| 5     | Defensa        | Pablo Bobadilla          |     |
| 4     | Defensa        | Pol Moreno               |     |
| 16    | Defensa        | Javi Vázquez             |     |
| 6     | Centrocampista | Íñigo Sainz-Maza         |     |
| 8     | Centrocampista | Fausto Tienza            | 88' |
| 12    | Centrocampista | Patrick Soko             |     |
| 10    | Centrocampista | Pablo Torre              | 75' |
| 22    | Centrocampista | Arturo Molina            | 88' |
| 9     | Delantero      | Cedric Omoigui           | 82' |
| D. T. | D. T.          | Guillermo Fernández Romo |     |

| 1     | Guardameta     | Nico Ratti      |     |
| 15    | Defensa        | Daniel Morer    |     |
| 26    | Defensa        | Álex Pastor     |     |
| 18    | Defensa        | Diego González  | 81' |
| 20    | Defensa        | Martí Vilà      |     |
| 2     | Centrocampista | Adrià Altimira  | 61' |
| 6     | Centrocampista | Marc Aguado     |     |
| 14    | Centrocampista | Sergio Molina   | 61' |
| 7     | Centrocampista | Héctor Hevel    | 82' |
| 11    | Delantero      | Marc Fernández  | 81' |
| 10    | Delantero      | Carlos Martínez |     |
| D. T. | D. T.          | Eder Sarabia    |     |

| 11 | Centrocampista | Marco Camus     | 75' |
| 23 | Delantero      | Manu Justo      | 82' |
| 14 | Centrocampista | Borja Domínguez | 88' |
| 20 | Centrocampista | Sergio Marcos   | 88' |

| 21 | Centrocampista | Rubén Bover   | 61' |
| 22 | Centrocampista | Iván Gil      | 61' |
| 17 | Centrocampista | David Martín  | 81' |
| 9  | Delantero      | Rubén Enri    | 81' |
| 23 | Defensa        | Eudald Vergés | 82' |

| 23' · 62' · 86' | Cedric Omoigui Patrick Soko | 1:0 2:0 3:0 |

| 35' · 53' · 87' | Fausto Tienza Pablo Torre Patrick Soko |

| 21' · 42' · 45' · 51' · 58' | Héctor Hevel Marc Fernández Sergio Molina Eder Sarabia Álex Pastor |

| Principal  | Pedro Eugenio Muñoz Piedra |
| Asistentes | Gonzalo López De La Llave  |
|            | Brais García Valin         |
| Cuarto     | Antonio Alberola Rojas     |

|  |                    |    |    |
|  | Tiros              | 0  | 0  |
|  | Tiros a puerta     | 0  | 0  |
|  | Faltas             | 0  | 0  |
|  | Saques de esquina  | 0  | 0  |
|  | Fueras de juego    | 0  | 0  |
|  | Posesión del balón | 0% | 0% |

|                                         |
| Bandera de Cantabria                    |
| Campeón Racing de Santander 1.er título |

- Datos: Q112119457